# 塔克 (喬治亞州)
塔克（英語：Tucker）是一個位於美國喬治亞州迪卡爾布縣的城市。

## 地理
塔克的座標為33°51′06″N 84°13′17″W / 33.85167°N 84.22139°W，而該地的平均海拔高度為342米（即1122英尺）。

## 人口
根據2010年美國人口普查的數據，塔克的面積為52.17平方千米，當中陸地面積為51.73平方千米，而水域面積為0.44平方千米。當地共有人口1827人，而人口密度為每平方千米35人。